# 3OH!3
3OH!3 (スリー・オー！・スリー) は、アメリカ合衆国コロラド州ボルダーにて結成されたエレクトロニックデュオである。
次世代「ビースティ・ボーイズ」とも呼ばれるノリの良いラップソングで人気を獲得。特にシングル"Don't Trust Me"は全米で大ヒットを記録した。

## 略歴

### 2004年-2007年: デビューアルバム『3OH!3』

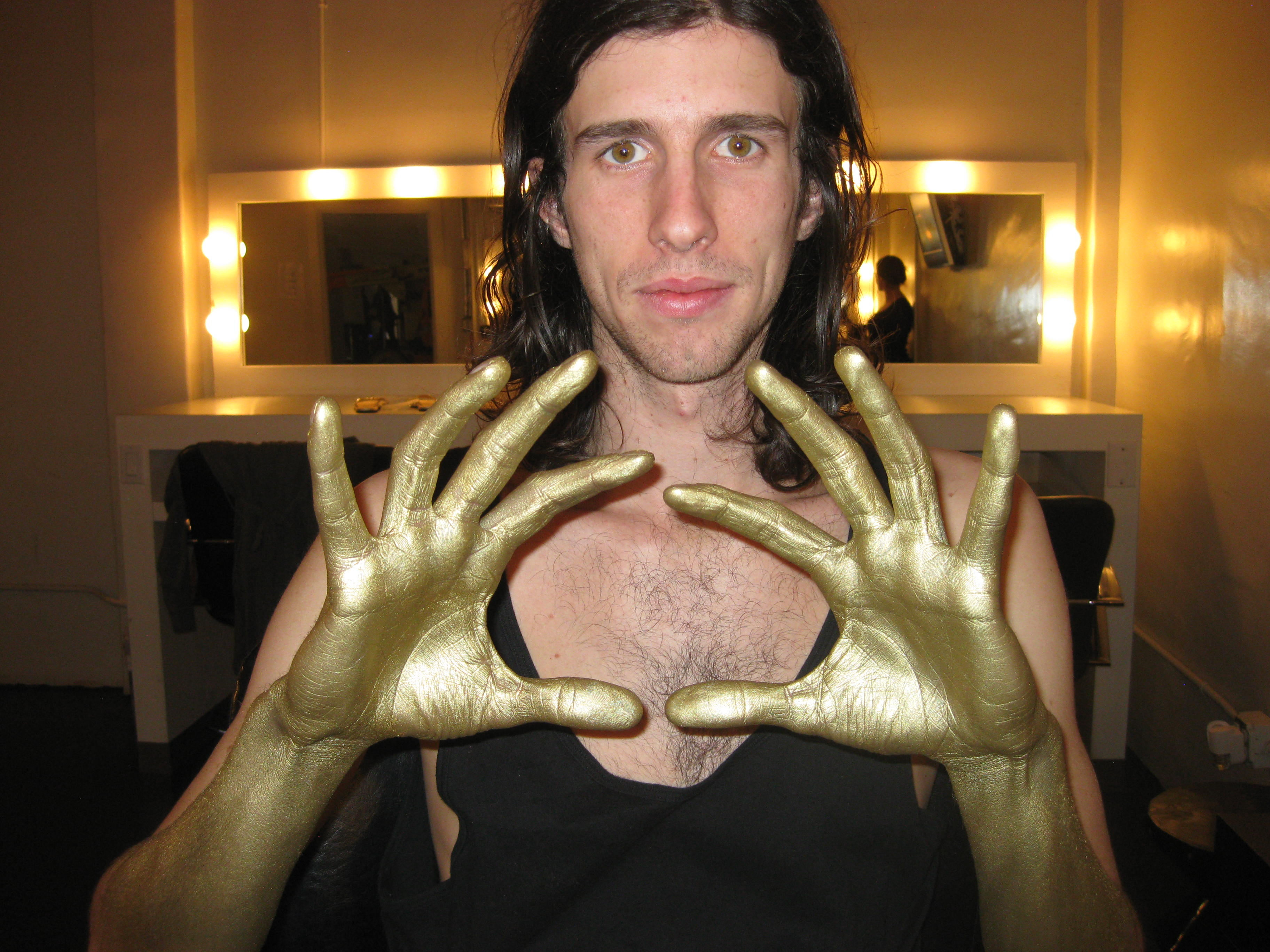
バンドのジェスチャーロゴ。ライヴ中にこのポーズを取る事が多い。

2004年にコロラド州ボルダーにて結成。名前の由来は、コロラド州の市外局番の"303"から。
2007年7月2日、自主制作アルバム『3OH!3』をリリース。その後、インディーズレーベルのPhoto Finish Recordsと契約を結ぶ。

### 2008年-2009年:『Want』
2008年6月8日、プロデューサーにパニック!アット・ザ・ディスコの「フィーバーは止まらない」を手がけたマット・スクワイアを迎えて作られた2ndアルバム『Want』をリリース。ビルボードアルバムチャートにて最高44位を記録し、同アルバムからの1stシングル"Don't Trust Me"が全米で200万ダウンロードを超え、シングルチャートにて8位を記録している。また、アルバムの販売累計も45万枚を突破した。
2009年2月に人気シンガー、ケイティ・ペリーのヨーロッパツアーのサポートアクトを行う。その後はワープド・ツアーに参戦したが、6月公演の最中にショーンが足の縫う大ケガをしたために途中棄権となっている。9月にはケイティ・ペリーをゲストに迎え、アルバム『Want』収録の楽曲をリミックスした"Starstrukk featuring Katy Perry"がリリースされ、イギリスで40万曲のセールスを記録した。

### 2010年-2011年:『Streets of Gold』
2010年公開の映画、アリス・イン・ワンダーランドのサウンドトラック「オールモスト・アリス」に"Follow Me Down"という楽曲を提供した。そして6月29日に3rdアルバム『Streets of Gold』をリリース。初週に41000枚を売り上げ、全米アルバムチャートにて初登場7位を記録。カナダのアルバムチャートでも初登場10位を記録した。なお、同時期にDVD付きスペシャルエディションも発売されており、こちらは豪華な金色ボックス使用となっている。また、このアルバムからの1stシングル"My First Kiss"は全米シングルチャートで最高9位を獲得するヒットを記録している。8月にはサマーソニックに出演するため初来日を果たす。
2011年2月20日、ニューアルバムの作成を開始するとの発表が出された。5月にシングル"Robot"がリリースされ、その後12月に"Bang Bang"、"Dirty Mind"、"Set You Free"が3週連続でリリースされた。この楽曲はEP『SHT: From The Vault EP』に収録されている。

### 2012年-現在: 『Omens』
2012年に入り、5月に突如ホームページに新曲"Do or Die"が公開され、2012年内にニューアルバムをリリースする事を発表。
7月にシングル"You're Gonna Love This"をリリース。しかしこの曲は全米ではチャートインせず。同時に秋にはニューアルバムのリリースが発表され、アルバムタイトルは『Omens』となった。
10月に『Omens』のリリース予定だったが急遽延期となった。ネサニエルのツイッターにて、12月にアルバムがリリースされるのではないかと仄めかすツイートがあったが、結局12月になってもリリースはされず、ネサニエルはツイッターにて謝罪し、アルバムがリリースされるまでもう少し時間がかかる事が分かった。
2013年を迎え2月にフェイスブックにて、3月と6月は3OH!3にとって重要な月になると発表があり、3月にはシングル"Back to Life"がリリース、6月18日には『Omens』のリリース日になった事が決定した。
2013年6月18日、4thアルバム『Omens』をリリース。全米アルバムチャートにて初登場81位を記録。

## メンバー
- ショーン・フォアマン(Sean Foreman) - メインMC/ラップ・ヴォーカル担当

生年月日:1985年8月27日（39歳）
コロラド大学ボルダー校で、ネサニエルと出会い3OH!3を結成する。
コロラド大学ボルダー校在籍時代の専攻は英語科で、それ以前は、天体物理学を専攻していた。
- ネサニエル・モッテ(Nathaniel Motte) - トラックメイカー/サウンド製作担当

生年月日:1985年1月13日（40歳）
結成前は、コロラド大学ボルダー校で医師を目指し、勉強量の多い医学コースを専攻していた。努力の末にメディカルスクールには合格したが、より一層刺激的な生活を求めてこのバンドを結成、その夢を断念する。
身長2M超えの長身が特徴。

## ディスコグラフィー

### アルバム
| 発売日        | タイトル        | レーベル                     | 全米ビルボードアルバムチャート最高位 | セールス |
| ------------- | --------------- | ---------------------------- | ------------------------------------ | -------- |
| 2007年7月2日  | 3OH!3           | 自主制作                     | —                                    | 未発表   |
| 2008年6月8日  | Want            | Atlantic / Photo Finish      | 44位                                 | 45万枚+  |
| 2010年6月29日 | Streets of Gold | Atlantic / Photo Finish      | 7位                                  | 未発表   |
| 2013年6月18日 | Omens           | Atlantic / Photo Finish      | 81位                                 | 未発表   |
| 2016年3月13日 | Night Sports    | Fueled By Ramen/Photo Finish |                                      |          |

### シングル
| 発表 | 曲名                            | 各国シングルチャート最高位 | 各国シングルチャート最高位 | 各国シングルチャート最高位 | 各国シングルチャート最高位 | 各国シングルチャート最高位 | 各国シングルチャート最高位 | 各国シングルチャート最高位 | 各国シングルチャート最高位 | 各国シングルチャート最高位 | 各国シングルチャート最高位 | 認定                                                                | 収録アルバム    |
| 発表 | 曲名                            | US                         | AUS                        | AUT                        | CAN                        | GER                        | IRL                        | NZ                         | SWE                        | UK                         | EU                         | 認定                                                                | 収録アルバム    |
| ---- | ------------------------------- | -------------------------- | -------------------------- | -------------------------- | -------------------------- | -------------------------- | -------------------------- | -------------------------- | -------------------------- | -------------------------- | -------------------------- | ------------------------------------------------------------------- | --------------- |
| 2006 | "Holler Till You Pass Out"      | —                          | —                          | —                          | —                          | —                          | —                          | —                          | —                          | —                          | —                          |                                                                     | 3OH!3           |
| 2007 | "Electroshock"                  | —                          | —                          | —                          | —                          | —                          | —                          | —                          | —                          | —                          | —                          |                                                                     | 3OH!3           |
| 2009 | "Don't Trust Me"                | 7                          | 3                          | —                          | 6                          | 95                         | 17                         | 8                          | —                          | 21                         | 64                         | - アメリカ: 2× プラチナム - オーストラリア: プラチナム              | Want            |
| 2009 | "Starstrukk" (feat. Katy Perry) | 66                         | 4                          | 48                         | 31                         | —                          | 4                          | 16                         | 55                         | 3                          | 19                         | - アメリカ: プラチナム - オーストラリア: 2× プラチナム              | Want            |
| 2009 | "Still Around"                  | —                          | —                          | —                          | —                          | —                          | —                          | —                          | —                          | —                          | —                          |                                                                     | Want            |
| 2010 | "My First Kiss" (feat. Ke$ha)   | 9                          | 13                         | 28                         | 7                          | 37                         | 10                         | 15                         | —                          | 7                          | 23                         | - アメリカ: ゴールド - オーストラリア:ゴールド - カナダ: プラチナム | Streets of Gold |
| 2010 | "Double Vision"                 | 87                         | 42                         | —                          | 49                         | —                          | —                          | —                          | —                          | 133                        | —                          |                                                                     | Streets of Gold |
| 2010 | "Touchin' on My"                | 49                         | —                          | —                          | 22                         | —                          | —                          | —                          | —                          | —                          | —                          |                                                                     | Streets of Gold |
| 2012 | "You're Gonna Love This"        | —                          | 32                         | —                          | 87                         | —                          | —                          | —                          | —                          | —                          | —                          |                                                                     | Omens           |
| 2012 | "Youngblood"                    | —                          | —                          | —                          | —                          | —                          | —                          | —                          | —                          | —                          | —                          |                                                                     | Omens           |
| 2013 | "Back to Life"                  | 115                        | —                          | —                          | 93                         | —                          | —                          | —                          | —                          | —                          | —                          |                                                                     | Omens           |

### EPs
- Live Session EP (2008年7月8日)
- 3OH!3 / Innerpartysystem Split 7 (2009年)
- SHT: From The Vault EP (2012年3月2日)
- 3OH!3 / BTL/YGLT REMIXES EP (2013年5月31日)